# Цигилик Володимир Миколайович
Володимир Миколайович Цигилик (29 червня 1936, с. Коропуж — 7 січня 2016, Львів) — археолог, кандидат історичних наук (1965), старший науковий співробітник, завідувач відділу археології Інституту суспільних наук АН УРСР → Інституту українознавства ім. І. Крип'якевича НАН України. Більшість розкопаних ним пам'яток увійшли в золотий фонд української археології (їх цінність визначається насамперед тим, що понад 40 років він був єдиним дослідником пам'яток липицької культури).

## Життєпис
Народився 29 червня 1936 р. в с. Коропуж Городоцького р-ну Львівської обл. Закінчив історичний факультет Львівського державного університету імені Івана Франка (1958). З 1959 року — старший лаборант, молодший і старший науковий співробітник, завідувач відділу археології (1986—1997) Інституту суспільних наук АН УРСР (з 1993 р. — Інституту українознавства ім. І. Крип'якевича НАН України).

## Наукові дослідження
В. Цигилик – автор понад 150 наукових праць, серед яких його монографія «Населення Верхнього Подністров'я перших століть н. е. (Племена липицької культури)» – К.: Наукова думка, 1975. – 172 с.

У 1971 році захистив кандидатську дисертацію на тему «Населення Верхнього Подністров'я перших століть н. е. (Племена липицької культури)». Відкрив, дослідив поселення Придністер'я першої чверті I тис. н. е. Верхня Липиця, Ремезівці, Золота Липа, Липівці, Майдан-Гологірський, Березовець, Свірж, Водники, Стрілки, могильник в Болотні (71 поховання) і запровадив у науковий обіг інформацію про них.

Відкрив і дослідив двошарове поселення першої половини I тис. н. е. Оселівка Чернівецької обл. (у комплексі з відомим, дослідженим Г. Нікітіною, опублікованим й багаторазово нею аналізованим могильником черняхівської культури). Запровадив у науковий обіг відомості про низку залізоробних горнів і місць продукування заліза біля поселень липицької культури, довів факт існування у місцевого населення гончарного круга (досліджений ним гончарний горн у Липівцях) і розвинених форм кружального посуду, засвідчив високий рівень цих ремесел, навів докази їхньої спеціалізації, запозичення цих технологій у провінційно-римських майстрів.

Опрацював, ідентифікував та опублікував інформацію про численні об'єкти ранньоримського часу, досліджені іншими археологами (І. Свєшніковим, Л. Крушельницькою, В. Бараном, М. Тіхановою, Г. Смірновою, Р. Грибовичем, В. Савичем) під час розкопок ними багатошарових пам'яток у краї (Болотня, Звенигород, Черепин, Незвисько, Лагодів, Липівці).

Вагомим є внесок ученого з дослідження пам'яток ранньоримського часу у басейні Верхнього Дністра й Західного Бугу, пам'яток черняхівської культури, насамперед середньодністерських поселень Оселівка та Комарів. Був багаторічним організатором охоронних археологічних робіт, які проводили працівники його відділу, створення Зводу пам'яток археології Львівської та Волинської областей, в якому зафіксовано сотні нових поселень, місцезнаходжень, курганів.

З 1992 року – співкерівник Українсько-Польської археологічної експедиції, яка проводила дослідження в межиріччі Верхнього Дністра й Сяну і відкрила десятки курганів доби бронзи й раннього заліза в заліснених місцях цієї частини краю.

Матеріали з його розкопок є цінними експонатами Археологічного музею Інституту українознавства ім. І. Крип'якевича НАН України, Львівського історичного музею, музею археології Львівського національного університету імені Івана Франка.

Значний інтерес до спадщини В. Цигилика проявляють археологи Молдови, Румунії, Польщі, території яких є батьківщиною та місцем інфільтрації дакійського етносу.

Помер 7 січня 2016 року. Похований на...

## Біобібліографія
Основні наукові праці
1. Цигилик В. М. Розкопки на поселенні липицької культури біля с. Верхня Липиця Івано-Франківської області у 1962 році // Археологія. — 1965. — Т. XVIII. — С. 180—184.
2. Цыгылык В. Н. Раскопки поселений у с. Ремезовцы и Майдан Гологирский Львовской области // Археологические исследования на Украине в 1968 году. — Киев, 1971. — Вып. III. — С. 203—205. (рос.)
3. Цыгылык В. Н. Поселение возле села Ремезивцы Львовской области // Советская археология. — 1971. — 2. — С. 157—166. (рос.)
4. Цигилик В. М., Баран В. Д. Дослідження поселення першого тисячоліття н. е. у верхів'ях Золотої Липи // Середні віки на Україні. — Київ, 1971. — С. 65–75.
5. Цигилик В. М. Оселівське поселення (за матеріалами розкопок 1971 р.) // Тези XV наук. конф. Ін-ту археології АН УРСР. — Одеса, 1972. — С. 295—297.
6. Цигилик В. М. Дослідження поселення в Майдані Гологірському на Львівщині // Археологія. — 1973. — Вип. 9. — С. 83–90.
7. Цигилик В. М. Поселение и могильник у с. Оселивка на Днестре // Археологические открытия 1973 г. — Москва, 1974. — С. 356—357 (рос.).
8. Цигилик В. М. Населення Верхнього Подністров'я перших століть нашої ери: (Племена липицької культури) / В. М. Цигилик ; відп. ред.: М. Ю. Смішко ; АН Української РСР, Ін-т суспільних наук . — Київ: Наукова думка, 1975 . — 175 с.
9. Цигилик В. М. Про локальні особливості черняхівського поселення в с. Свірж // Studia archaeologica. — Львів, 1993. — Вип. 1. — С. 35–42.
10. Цигилик В. М. Поселення липицької культури поблизу с. Липівці на Львівщині // Матеріали і дослідження з археології Прикарпаття і Волині. — Львів, 1995. — Вип. 6. — С. 127—139.
11. Цигилик В., Мартинюк С. Скляне виробництво на поселенні III—IV ст. н. ери біля с. Комарів // Скло в Україні. Історія та сучасність. — Львів, 1995. — С. 7–19.
12. Цигилик В. М. Нові дослідження поселення в Неслухові // Materiały i Sprawozdania Rzeszowskiego Ośrodka Archeologicznego. — Rzeszów, 1996. — T. XVII. — S. 283—289.
13. Cyhyłyk W., Nachnik J. Groby kultury ceramiki sznurowej na Wereszycy // Księga jubileuszowa, poświęcona Markowi Giedlowi. — Kraków, 1996. — S. 149—161.
14. Цигилик В. М. Нові пізньочерняхівські житла на Львівщині // Проблеми походження та історичного розвитку слов'ян. — Київ-Львів, 1997. — С. 104—110.
15. Цигилик В. М. Липицьке поселення в с. Водники на Львівщині // Materiały i Sprawozdania Rzeszowskiego Ośrodka Archeologicznego. — Rzeszów, 1997. — T. XVIII. — S. 105—113.
16. Цигилик В. М. Пізньочерняхівські поселення і питання слов'янського етногенезу // Україна: культурна спадщина, національна свідомість, державність. — Leopoli, 1998. — A.D./MCMXC VIII, 5. — С. 663—670.
17. Цигилик В., Осадча О. Нове поселення пшеворської культури на р. Верещиці // Давня і середньовічна історія України (історико-археологічний збірник). — Кам'янець-Подільський, 2000. — С. 153—161.
18. Цигилик В. М. Верхня Липиця — пам'ятка римської доби. — Львів, 2001. — 56 с.
19. Цигилик В. М. Неслухів — перше дослідження черняхівського поселення в Західній Україні // Матеріали і дослідження з археології Прикарпаття і Волині. — Львів, 2002. — Вип. 8. — С. 128—131.
20. Цигилик В. М. Питання поховального обряду населення верхнього Наддністров'я перших століть нашої ери (За матеріалами могильника в Болотні) // Materiały i Sprawozdania Pzeszowskiego Ośrodka Archeologicznego. — Rzeszów, 2003. — T. XXIV. — S. 151—184.
21. Цигилик В., Касюхнич В. Черняхівське поселення в селі Березець над Верещицею // Матеріали і дослідження з археології Прикарпаття і Волині. — Львів, 2003. — Вип. 9. — С. 273—279.
22. Цигилик В., Касюхнич В., Грибович Р. Поселення римської доби біля с. Свірж Перемишлянського району Львівської області // Археологічні дослідження Львівського університету. — Львів, 2003. — Вип. 6. — С. 38–65.
23. Цигилик В. М. Черняхівське поселення біля села Тарасівки // Матеріали і дослідження з археології Прикарпаття і Волині. — Львів, 2005. — Вип. 10. — С. 124—133.
24. Цигилик В. М. З історії досліджень пам'яток перших століть нашої ери в басейні Верхнього Дністра // Матеріали і дослідження з археології Прикарпаття і Волині. — Львів, 2005. — Вип. 9. — С. 340—352.
25. Цигилик В. М. До питання зародження скляного виробництва на Прикарпатті // Матеріали і дослідження з археології Прикарпаття і Волині. — Львів, 2006. — Вип. 10. — С. 100—106.
26. Цигилик В. М. Поселення Стрілки ІІ в контексті слов'янського етногенезу // Матеріали і дослідження з археології Прикарпаття і Волині. — Львів, 2007. — Вип. 11. — С. 231—249.
27. Цигилик В., Касюхнич В. Поселення Стрілки II в контексті слов'янського етногенезу // Матеріали і дослідження з археології Прикарпаття і Волині. — Львів, 2007. — Вип. 11. — С. 231—249.
28. Цигилик В. До питання етнокультурної ситуації у Верхньому Подністров'ї в першій половині І тис. н. е. // Матеріали і дослідження з археології Прикарпаття і Волині. — Львів, 2008. — Вип. 12. — С. 162—169.